# Нуэва-Окотепеке
Нуэва-Окотепеке (исп. Nueva Ocotepeque) — город в юго-западной части Гондураса и столица гондурасского департамента Окотепеке.

## История
Город был основан в 1935 году после того, как более раннее поселение на его месте было уничтожено мощным наводнением. Во время Футбольной войны 1969 года Нуэва Окотепеке стал ареной ожесточенных боев и, в конце концов, был взят сальвадорской армией, которая удерживала его несколько дней, требуя от Гондураса гарантировать безопасность своих граждан, проживавших на его территории. В Нуэва Окотепеке были введены, в числе прочего, три лёгких сальвадорских танка М3А1. Позже город был оставлен сальвадорцами в обмен на международные гарантии, а также под угрозой экономических санкций и вернулся под контроль Гондураса.